# Marton, Lancashire
Marton var en civil parish från 1866 till 1934 då den blev en del av Blackpool och Westby with Plumpton, i grevskapet Lancashire, i England. Civil parish hade 4 476 invånare år 1931. Ward hade 6 857 invånare år 2021. Byar nämndes i Domedagsboken (Domesday Book) år 1086, och kallades då Meretun.